# Oligonychus alpinus
Oligonychus alpinus är en spindeldjursart som först beskrevs av McGregor 1936.  Oligonychus alpinus ingår i släktet Oligonychus och familjen Tetranychidae. Inga underarter finns listade i Catalogue of Life.